# Buthacus nitzani
Espèce
Synonymes
- Buthacus leptochelys nitzani Levy, Amitai & Shulov, 1973

Buthacus nitzani est une espèce de scorpions de la famille des Buthidae.

## Distribution
Cette espèce est endémique d'Israël,. Elle se rencontre du Sorek à Haluza entre 17 et 340 m d'altitude.
Sa présence est incertaine en Égypte au Sinaï et dans la bande de Gaza.

## Description
Les mâles mesurent de 47,4 à 58,5 mm et les femelles de 44,4 à 54,5 mm.

## Systématique et taxinomie
Cette espèce a été décrite sous le protonyme Buthacus leptochelys nitzani par Levy, Amitai et Shulov en 1973. Elle est élevée au rang d'espèce par Cain, Gefen et Prendini en 2021.

## Publication originale
- Levy, Amitai & Shulov, 1973 : « New scorpions from Israel, Jordan and Arabia. » Zoological Journal of the Linnean Society, vol. 52, no 2, p. 113-140.